# Брудзев (гмина)
Брудзев (пол. Brudzew) — гмина (волость) в Польше, входит как административная единица в Турекский повет, Великопольское воеводство. Население — 6147 человек (на 2004 год).

## Соседние гмины
1. Гмина Домбе
2. Гмина Косцелец
3. Гмина Пшикона
4. Гмина Турек
5. Гмина Унеюв
6. Гмина Владыславув